# Maladera sempiterna
Maladera sempiterna är en skalbaggsart som beskrevs av Brenske 1898. Maladera sempiterna ingår i släktet Maladera och familjen Melolonthidae. Inga underarter finns listade i Catalogue of Life.